# Ségrégation en milieu granulaire
Pour les articles homonymes, voir Ségrégation.

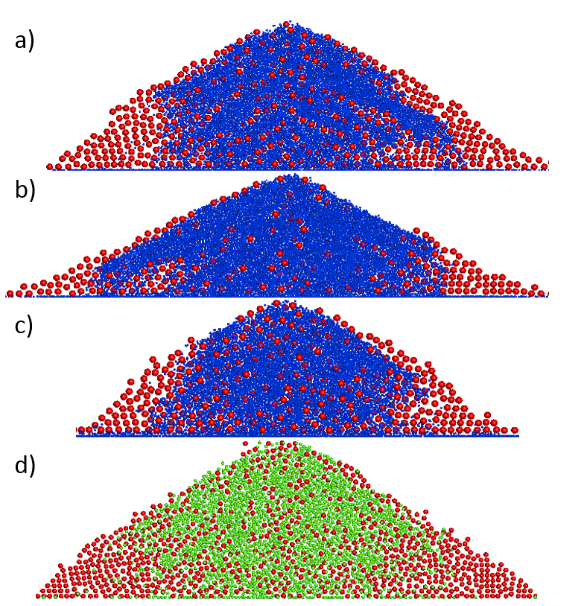
Simulation par méthode des éléments discrets de la stratification et de la ségrégation des particules dans la formation de tas pour différents rapport de tailles. Les particules plus grosses (rouges) ont tendance à s'accumuler sur les bords du tas. Dans le cas a, on note la formation de strates.

La ségrégation en milieu granulaire, appelée également l'effet noix du brésil dans les pays anglo-saxons, fait référence au phénomène où des particules de différentes tailles ou compositions tendent à se séparer lorsqu'elles sont soumises à des forces, telles que le brassage, le coulage ou la vibration. Les particules ont tendance alors à se regrouper en fonction de leur taille, formant des agglomérats ou des couches distinctes. Ce phénomène peut être influencé par des forces telles que la gravité, le mouvement de fluides ou d'autres contraintes mécaniques.
Cela peut se produire dans des matériaux granulaires tels que les sols, les poudres, les grains ou les granulats. Des phénomènes de ségrégations sont observés dans les rivières, les glissements de terrain, les avalanches, les phénomènes volcaniques, le génie civil, l'industrie, les astéroïdes etc. La compréhension de la ségrégation granulaire est essentielle dans de nombreux domaines, de la géotechnique à la métallurgie, car elle peut avoir des implications sur les propriétés et le comportement des matériaux granulaires.
La ségrégation en milieu granulaire est un cas de ségrégation d'éléments dans un système granulaire (poudre, grains, billes, cailloux, etc., ou les amas des petits objets dans leur ensemble). Ces principes, complexes s'appliquent à de nombreux domaines (écoulement de grains (comme dans un silo), géophysique (déplacement des dunes de sable, agriculture (les pierres qui remontent continuellement en surface dans les champs), conceptions de matériaux basés sur des éléments granulaires, tels que le sable dans le béton, mais aussi la disposition de grains, fruits et légumes dans des étales, ou encore en astrophysique, comme l'étude de déplacements de régolithes sur un astéroïde). Ces ségrégations sont liées à un ensemble de caractéristiques physiques des grains, taille, densité, formes, viscosité, etc., et différents phénomènes dynamiques, tels que gravité, frottements, vibrations ou capillarité, etc., et sont différents selon les situations.

## Généralités

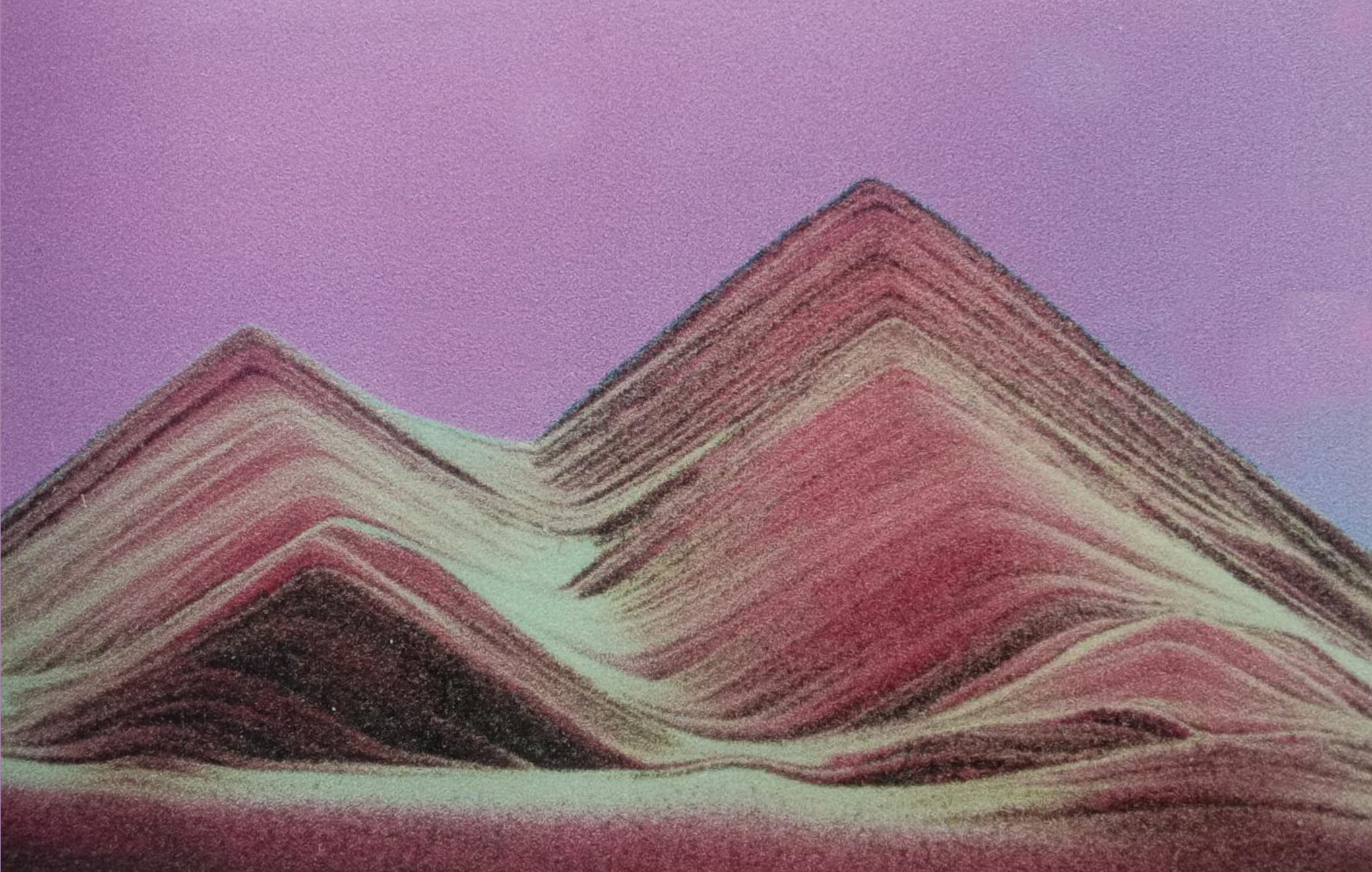
Les tableaux à sable mouvant décoratifs peuvent être considérés comme un exemple de ségrégation en milieu granulaire, où les grains se séparent en couches distinctes en fonction de leur taille ou de leur densité.

Lorsque des grains de différentes tailles sont présents dans un système granulaire et que celui-ci est soumis à un cisaillement suffisamment rapide, ou suffisamment long, les grains de grande taille remontent à la surface. L'expérience peut être faite en mettant une pierre dans un seau rempli de sable et en le secouant. On parle alors de convection granulaire, connu également sous le nom d'« effet noix du Brésil ».
Dans un tambour en rotation, les petits grains vont permettre aux gros grains de s'écouler facilement, et au contraire, les gros grains vont ralentir l'écoulement des petits grains. Lorsque la rotation du tambour est lente, les grains se séparent formant une étoile relativement nette entre les deux tailles de grains, tandis que quand la rotation est très rapide, le mélange devient homogène.
En généralisant à un milieu granulaire quelconque, le phénomène est plus complexe puisque lors de la vibration, ce seront tantôt les particules de grand diamètre puis celles de faible diamètre qui se retrouveront sur le dessus suivant l'énergie et le type de vibration mises en jeu.
Ce phénomène est bien connu des industriels qui doivent jouer des ruses pour obtenir un mélange homogène lors de l'empaquetage des céréales pour le petit déjeuner par exemple. Cet effet se nomme « Brazil-nut effect » (= « effet noix du Brésil ») dans les pays anglo-saxons puisque la légende raconte que l'effet fut mis au jour lors du transport de noix du Brésil par camion sur des routes cabossées où les noix arrivaient triées par tailles dans les bennes en raison des vibrations subies lors du transport.

## Mécanismes
Les cinq principaux mécanismes de ségrégation sont la percolation, la flottation, l'élution, agglomeration et le transport

### Percolation
Lorsqu'il y a une variation significative du diamètre des particules dans un mélange, le déplacement des particules provoque le passage des particules plus fines à travers celles de diamètre plus important.

### Flottation
La vibration d'un mélange de particules amène les petites particules sous les plus grosses. Si le rapport entre particules fines et particules grosses est suffisamment grand, les particules grossières « flottent » à la surface du mélange sur les particules fines.

### Élution
Dans ce mécanisme, des particules plus légères ou plus « floconneuses » forment une couche « fluidisée » à la surface. Seules les particules plus grosses peuvent pénétrer les fines fluidisées, qui restent dans la couche supérieure du mélange.

### Transport
Les particules plus fines dans un mélange peuvent être entraînées par un mouvement de fluide (air, eau etc.) à la surface. Elles s'éloignent du point de dépôt, tandis que les particules plus grosses ont tendance à rester près du point de dépôt.

### Agglomération
Il peut arriver que certains composants forment des « grumeaux ». Ces grumeaux créent une non-homogénéité dans le mélange, car localement, ils concentrent beaucoup de matériau d'un seul calibre.

## Ségrégation

### Béton
Dans le génie civil, la ségrégation en milieu granulaire, plus communément appelée ségrégation du béton, est un terme utilisé lors de la réalisation d'éléments en béton qui désigne un défaut de mise en œuvre.

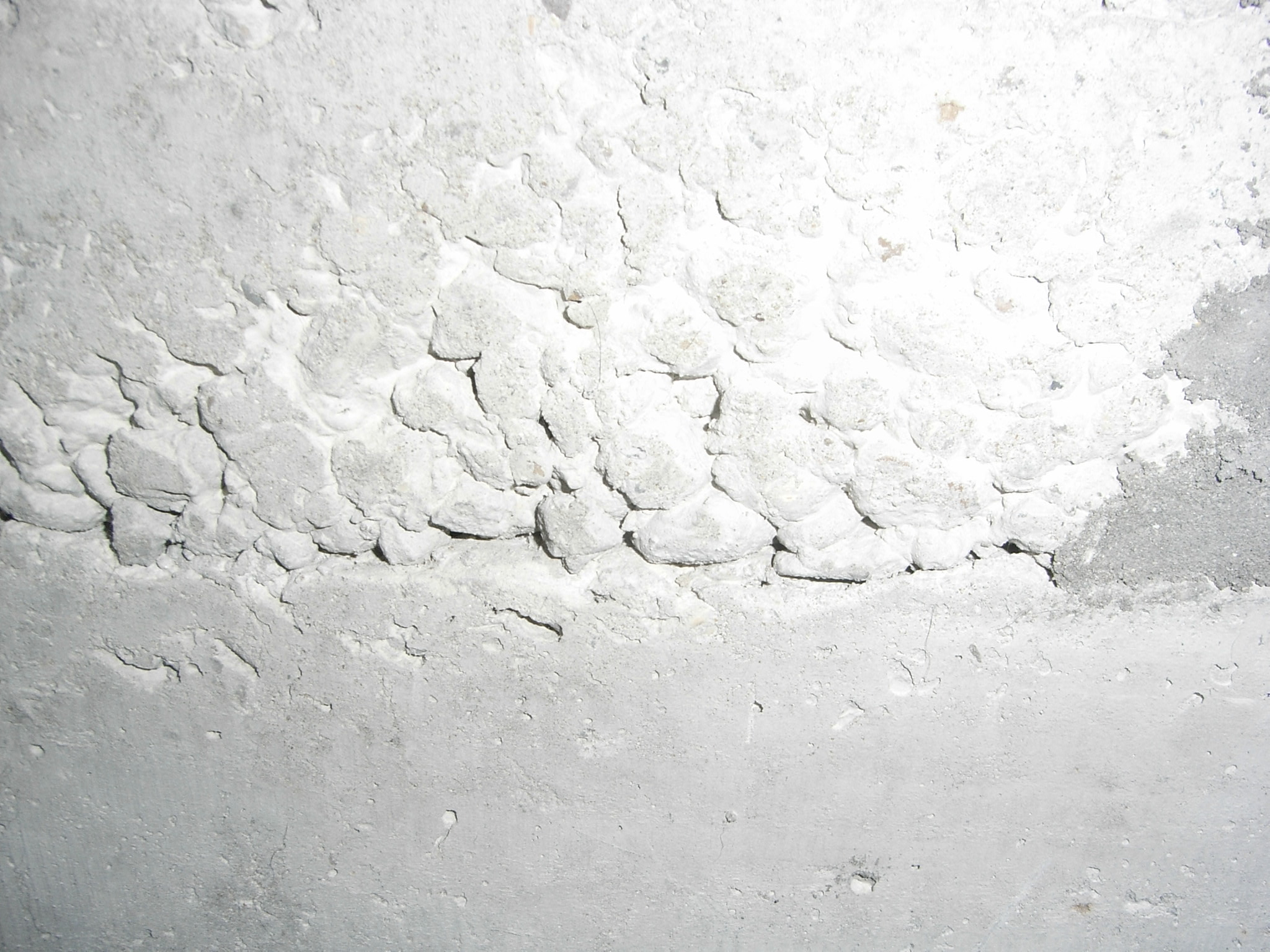
Ségrégation du béton

#### Causes
Si le béton est trop vibré lors de sa mise en œuvre ou trop liquide (trop d'eau dans la formulation), les agrégats de diamètres les plus importants ont tendance à couler et ceux de faibles diamètres à remonter si tous les granulats sont de même densité. Dans ce cas, c'est l'action combinée de la gravité et de la vibration qui engendre la séparation.

#### Conséquences
Outre l'aspect esthétique extérieur, elle affecte la solidité des ouvrages en causant des problèmes de résistance et de porosité.
Selon l'étendue et le volume de la ségrégation, des reprises doivent être effectuées pour réparer la partie en cause. Il peut être nécessaire d'enrober les parties en cause à l'aide de mortier, de résines spécifiques ou de béton minéral. 
Dans les cas les plus importants, la destruction de l'ouvrage est nécessaire.

### Astéroïdes
Selon une étude de Viranga Perera et ses collaborateurs publiée en août 2016, la présence de gros blocs rocheux à la surface des astéroïdes de taille moyenne (~150 m à 10 km), que l'on pense être des piles de débris, pourrait s'expliquer par une ségrégation des blocs et grains constituant les astéroïdes. Selon cette étude, cet effet a bien lieu en surface, mais même avec des vibrations importantes, la partie centrale des astéroïdes resterait bien mélangée. Parmi les deux processus principaux engendrant la ségrégation, la percolation (des particules les plus fines) semble ici dominer alors que la convection granulaire semble avoir une importance moindre. D'autres exemples ont depuis été étudiés, comme l'astéroïde 25143 Itokawa et 101955 Bennu.

### Rivières
La ségrégation en milieu granulaire peut se produire à différentes profondeurs du lit de la rivière et est influencée par les processus de transport des sédiments. Dans le contexte du transport de sédiments, la ségrégation peut contribuer à la formation de ce que l'on appelle l'armure du lit ou colmatage, une couche protectrice de grains plus gros en surface qui préserve les particules plus fines en dessous. Les mécanismes de ségrégation peuvent varier en fonction de la vitesse du courant et d'autres conditions hydrodynamiques.